# Parigny (Manche)
Parigny település Franciaországban, Manche megyében. Lakosainak száma 1836 fő (2018. január 1.). Parigny Martigny községgel határos.

## Népesség
A település népességének változása:
| Lakosok száma | 1130 | 1147 | 1281 | 1594 | 1705 | 1779 | 1895 | 2789 | 1853 | 1836 |
|               | 1962 | 1968 | 1975 | 1990 | 1999 | 2008 | 2013 | 2016 | 2017 | 2018 |